# Charaxes connectens
Charaxes connectens är en fjärilsart som beskrevs av Nicéville 1897. Charaxes connectens ingår i släktet Charaxes och familjen praktfjärilar. Inga underarter finns listade i Catalogue of Life.